# Lobophyllodes miniatus
Lobophyllodes miniatus là một loài bướm đêm trong họ Noctuidae.